# Вайнтрауб, Ребекка
Ребекка Вайнтрауб (англ. Rebecca Weintraub, 1873, Одесса — 30 июля 1952) — американская еврейская актриса.
Родилась в России, Одессе. До замужества её звали Ребекка Фусфельд, в США она эмигрировала когда ей было пятнадцать лет. С молодых лет она играла на театральной сцене, в том числе с такими актёрами как Джейкоб Адлер, Борис Томашевский, Берта Калиш, Молли Пикон.
Её карьера киноактрисы включала такие фильмы как «Breaking Home Ties» (1922), «Дядя Моисей» (1932), «Две сестры» (1938), «Тевье» (1939), и «Три дочери» (1949). Р. Вайнтрауб скончалась в больнице в 1952 году, будучи вдовой менеджера по актёрам Еврейского театра Зигмунда Вайнтрауба. Она проживала на 340 East Fifteenth Street в Нью-Йорке.